# Edgar Douglas Adrian
Edgar Douglas Adrian, 1º barão Adrian (Londres, 30 de novembro de 1889 — Cambridge, 4 de agosto de 1977), foi um médico britânico. Foi agraciado com o Nobel de Fisiologia ou Medicina de 1932, juntamente com Charles Sherrington, pela sua investigação sobre as funções dos neurónios. Foi presidente da Royal Society, de 1950 a 1955.

## Biografia
Ele freqüentou escola de Westminster e ciências naturais estudadas no Trinity College, em Cambridge, graduando-se em 1911. Em 1913 ele foi eleito para uma bolsa do Trinity College por conta de sua investigação sobre o "tudo ou nada" lei de nervos.
Depois de se formar em medicina em 1915, ele realizou trabalho clínico no St Bartholomew's Hospital London durante a Primeira Guerra Mundial, tratando soldados com lesões nos nervos e distúrbios nervosos, como choque elétrico. Adrian voltou a Cambridge como palestrante e em 1925 começou a pesquisar os órgãos sensoriais humanos por métodos elétricos.
Em 14 de junho de 1923 ele se casou com Hester Agnes Pinsent e juntos eles tiveram três filhos, uma filha e gêmeos mistos:
- Anne Pinsent Adrian, que se casou com o fisiologista Richard Keynes;
- Richard Hume Adrian, 2º Barão Adrian (1927–1995);
- Jennet Adrian (nascida em 1927), que se casou com Peter Watson Campbell.[6]

### Carreira
Continuando os estudos anteriores de Keith Lucas , ele usou um eletrômetro capilar e um tubo de raios catódicos para amplificar os sinais produzidos pelo sistema nervoso e foi capaz de registrar a descarga elétrica de fibras nervosas individuais sob estímulo físico. (Parece que ele usou sapos em seus experimentos) Uma descoberta acidental de Adrian em 1928 provou a presença de eletricidade nas células nervosas. Adrian disse,
Eu coloquei eletrodos no nervo óptico de um sapo em conexão com alguns experimentos na retina. A sala estava quase escura e eu fiquei intrigado ao ouvir ruídos repetidos no alto-falante conectado ao amplificador, ruídos indicando que uma grande atividade de impulso estava acontecendo. Só depois de comparar os ruídos com meus próprios movimentos pela sala é que percebi que estava no campo de visão do olho do sapo e que ele sinalizava o que eu estava fazendo.
Um resultado importante, publicado em 1928, afirmou que a excitação da pele sob estímulo constante é inicialmente forte, mas diminui gradualmente ao longo do tempo, enquanto os impulsos sensoriais que passam ao longo dos nervos a partir do ponto de contato têm força constante, mas são reduzidos em frequência com o tempo, e a sensação no cérebro diminui como resultado.
Estendendo esses resultados ao estudo da dor causada pelo estímulo do sistema nervoso, ele fez descobertas sobre a recepção de tais sinais no cérebro e a distribuição espacial das áreas sensoriais do córtex cerebral em diferentes animais. Essas conclusões levam à ideia de um mapa sensorial, denominado homúnculo, no sistema somatossensorial (parte do sistema nervoso sensorial).
Mais tarde, Adrian usou o eletroencefalograma para estudar a atividade elétrica do cérebro em humanos. Seu trabalho sobre as anormalidades do ritmo de Berger abriu o caminho para a investigação subsequente em epilepsia e outras patologias cerebrais. Ele passou a última parte de sua carreira de pesquisador investigando o olfato .
Os cargos que ocupou durante sua carreira incluem Foulerton Professor 1929–1937; Professor de Fisiologia na Universidade de Cambridge 1937–1951; Presidente da Royal Society 1950–1955; Master of Trinity College, Cambridge , 1951–1965; presidente da Royal Society of Medicine 1960–1962; Chanceler da Universidade de Cambridge 1967–1975; Chanceler da Universidade de Leicester 1957–1971. Adrian foi eleito Membro Honorário Estrangeiro da Academia Americana de Artes e Ciências em 1938.  Em 1946 ele se tornou membro estrangeiro da Academia Real Holandesa de Artes e Ciências. Em 1942 foi agraciado com a Ordem do Mérito e em 1955 foi nomeado Barão Adrian, de Cambridge, no Condado de Cambridge.